# Sierra Leone na Letnich Igrzyskach Olimpijskich Młodzieży 2010
Sierra Leone na Letnich Igrzyskach Olimpijskich Młodzieży 2010 w Singapurze reprezentowało 3 sportowców w 1 dyscyplinie.

## Skład kadry

### Lekkoatletyka
Chłopcy:
- Jimmy Thoronka - bieg na 400 m - zdyskwalifikowany w eliminacjach

Dziewczęta:
- Nenneh Barrie - bieg na 200 m - 16. miejsce (odpadła w eliminacjach)
- Mariama Kadijatu - bieg na 400 m - 18. miejsce (odpadła w eliminacjach)